# Nokia 603
Nokia 603 — смартфон производства компании Nokia. Был официально представлен 16 декабря 2011 года на Q4 2011. Позиционировался компанией как смартфон с самым ярким дисплеем в мире. Его яркость — 1000 нит. Технология экрана — IPS, используется технология ClearBlack. Покрыт защитным закалённым минеральным стеклом.

## Общие данные
- Дата выпуска — 2011 г. (4-й квартал)
- Стандарт — GSM 850, GSM 900, GSM 1800, GSM 1900, UMTS (WCDMA) (3G)
- Платформа — Symbian^3
- Операционная система — Symbian OS (Nokia Belle Feature Pack 2)
- Тип процессора — ARM 11
- Тактовая частота — 1000 MHz
- Количество ядер — 1
- Графический ускоритель — Broadcom BCM2763 (GPU @ 250 MHz c 128 MB) — (идентичен GPU Adreno 205)
- Длина — 113.5 мм
- Ширина — 57.1 мм
- Толщина — 12.7 мм
- Вес — 109.6 г
- GPS-Навигация + A-GPS + Компас

### Аккумулятор
- Тип батареи — Li-pol (BP-3L)
- Ёмкость — 1300 mAh
- Время ожидания — 460 ч
- Время разговора — 7 ч
- В режиме аудиоплеера — 75 ч

### Корпус
- Конструкция корпуса — трубка
- Материал корпуса — пластик
- Цвета корпуса — White, Black
- Сменные панели — Black, White, Fuchsia, Green, Yellow, Blue
- Встроенная антенна (есть)

### Дисплей
- Технология экрана — (IPS) ClearBlack
- Защитное стекло
- Тип экрана — 16 млн цветов
- Размер экрана — 360 x 640 px (16:9 nHD)
- Диагональ экрана — 3.5"
- Сенсорный экран, ёмкостный

### Работа со звуком
- Тип звонка полифонический (64-тональный)
- Mp3 на звонок
- Стерео звонок
- Загружаемые мелодии
- Вибромотор
- Голосовой набор
- Голосовое управление
- Громкая связь
- Диктофон
- FM-радио + RDS
- Dolby Digital Plus
- Dolby Headphone
- Цифровой аудиоплеер (mp3, mp4, m4a, AAC+, eAAC+, AMR-NB, AMR-WB, Mobile XMF, SP-MIDI, MidiTones)

### Контакты
- Номера в памяти аппарата
- Расширенная книга контактов
- Поддержка групп абонентов

### Память
- Объём энергонезависимой памяти — 2048 MB (+7 GB Skydrive)
- Объём оперативной памяти — 512 MB
- Поддержка карт памяти microSD (TransFlash), microSDHC (горячая замена)
- Макс. объём карты памяти — 32 GB

### Короткие сообщения
- MMS
- SMS-шаблоны

### Передача данных
- WAP v 2.0
- E-mail клиент SMTP, IMAP4, POP3
- HTML-браузер HTML 5, xHTML, WAP 2.0, Flash Lite 4.0 (HTML 5 после обновления до Belle FP2)
- HSUPA 5.76 Mbps
- HSDPA 14.4 Mbps
- EDGE
- GPRS Class B
- WiFi 802.11b, 802.11g, 802.11n (WEP, WPA, WPA2)
- Bluetooth 3.0 (+ EDR)
- Стерео Bluetooth (A2DP)
- AVRCP
- DLNA (после обновления до Belle FP2)
- MTP (Multimedia Transfer Protocol)
- VPN (после обновления до Belle FP2)
- NFC

### Входы/выходы
- Разъём microUSB
- Разъём USB
- USB-выход v. 2.0
- Аудиовыход 3.5мм

### Дополнительно
- Акселерометр
- Датчик приближения
- Датчик освещенности
- Органайзер
- Календарь
- Настраиваемые профили
- Java-игры и приложения MIDP 2.1
- Microsoft Office Mobile 2.1

## Nokia Belle
В аппарате предустановлена обновленная ОС от Nokia под названием Nokia Belle. Nokia Belle была официально анонсирована 24 августа 2011 года.

## Нововведения
В новой ОС полностью переработан интерфейс, появилась возможность произвольно располагать виджеты на рабочих столах.
Количество рабочих столов увеличено с трех до шести (по сравнению с Symbian³ Anna).
Появилась панель оповещений, где можно просмотреть все важные события (Пропущенные звонки, SMS, события календаря), а также включить Bluetooth или Wi-Fi.

## Общие сведения
Смартфон выполнен в форм-факторе моноблок.
На лицевой панели расположен дисплей размером 3,5", над ним слева находятся датчики освещения и приближения. Под дисплеем находятся кнопки приема и отбоя вызова, а также кнопка меню. Все клавиши подсвечены.
На правой грани размещены кнопки регулировки громкости и затвор камеры.
На верхней грани расположены разъём MicroUSB с индикатором зарядки, затем разъем для подключения гарнитуры 3,5 мм, а также кнопка блокировки.
На нижней грани находится только крепление для ремешка.

## Комплект поставки
В комплект поставки входят:
- Смартфон
- Зарядное устройство Nokia AC-10E или Nokia AC-20E с разъемом micro-USB
- Батарея Nokia BP-3L
- Кабель для подключения к компьютеру Nokia CA-179
- Стереогарнитура Nokia WH-207
- Краткое руководство пользователя
- Подарок от Nokia (его можно найти в кратком руководстве)
- Несколько съёмных панелей (в небрендированных версиях)